# Helmut Schmidt Rhen
Helmut Schmidt Rhen (* 7. September 1936 in Köln; † 3. Juli 2025 in Hamburg) war ein deutscher Maler der Konkreten Kunst, Kommunikationsdesigner und Hochschullehrer. Mit Christian Chruxin und Wolfgang Schmidt zählt er zu den herausragenden systematischen Gestaltern der Kasseler Schule der Plakatkunst, Buch- und Zeitschriftengrafik.

## Leben und Werk
Nach einer Ausbildung zum Verlagsbuchhändler studierte er von 1957 bis 1960 an der Staatlichen Werkakademie Kassel Grafik bei Hans Hillmann und Malerei bei Arnold Bode.
Für das Museum Morsbroich in Leverkusen entwarf Schmidt Rhen 1960 in Eigeninitiative ein Plakatkonzept für die wechselnden Ausstellungen und überzeugte damit den Museumsleiter. „ohne den museumsleiter udo kultermann zu kennen, stellte ich ihm meine entwürfe vor. er war begeistert und erteilte mir den auftrag.“
Nach seinem Studium arbeitete Schmidt Rhen ab 1961 als Grafiker und Art Director bei GGK in Basel. 1965 übersiedelte er von Basel nach Köln und arbeitete als Art Director beim Wirtschaftsmagazin Capital.
Für die Stadtbüchereien Köln entwickelte er ein umfassendes visuelles Erscheinungsbild und die Literaturzeitung LiK (Literatur in Köln) auf ‚senfgelbem‘ Papier. Die 11. Internationale Biennale für Gebrauchsgrafik in Brno, CSSR, verlieh 1984 eine Silbermedaille für LiK.
Von 1968 bis 1973 war Schmidt Rhen Dozent für Grafik-Design an der Werkkunstschule Düsseldorf (die spätere Fachhochschule Düsseldorf), von 1976 bis 1993 war er Professor für Kommunikationsdesign an der Fachhochschule Düsseldorf. Im gleichen Jahr wurde er in die AGI (Alliance Graphique Internationale) berufen und war bis 1994 Mitglied. Während seiner Lehrtätigkeit entwickelte er mit studentischen Projektgruppen die Gestaltungsrichtlinien für das visuelle Erscheinungsbild der Fachhochschule Düsseldorf und 1979 eine Zeitschrift im Fachbereich Design der Fachhochschule Düsseldorf, den heute legendären OETZ. Zwischen 1979 und 1987 texteten, gestalteten und produzierten Studierende und Lehrende insgesamt 17 Ausgaben. Mit seiner ‚Poesie der Systematik‘ setzte Schmidt Rhen während seiner Lehrtätigkeit Maßstäbe in den Gestaltungsdisziplinen Plakat, Magazin, Zeitschrift und Erscheinungsbild.
Zwischen 1984 und 1988 entstanden seine ‚Strassendrucke‘, Drucke von Kanaldeckeln, direkt von der Straße. Schmidt Rhen entdeckte in einem gewöhnlichen ‚Gully‘ einen gusseisernen Druckstock mit vertieften und erhabenen Flächen – ein Klischee, wie es im Buchdruck für die Wiedergabe von Bildern verwendet wurde. 33 Motive in den Farben Schwarz, Blau, Gelb oder Rot in vier Formaten auf drei verschiedenen Papiersorten sind entstanden.
Schmidt Rhen war 1984 zusammen mit Gerd Fleischmann, Hermann Schlieper, Erik Spiekermann und Hans Peter Willberg Mitbegründer des Forums Typografie.
Helmut Schmidt Rhen ist Grafiker – er bezeichnet seine weitreichende Entwurfstätigkeit als visuelles Design – und Maler. Sein angewandt grafisches und sein freies künstlerisches Schaffen sind von Anfang an eng miteinander verbunden. Mit dieser künstlerischen Haltung gehört er mit Wolfgang Schmidt, Karl Gerstner und Anton Stankowski zu jenen gestalterischen Grenzgängern, die immer in beiden gestalterischen Welten zu Hause waren. So spielt ein immer wiederkehrendes Thema der ‚Überlagerung‘ schon in seinem mehrfach ausgezeichneten Plakat Kunst nach Wirklichkeit (Designsammlung MoMA, New York) von 1973 eine Rolle und ist bis heute in seinen Bildserien Transition oder Matrix zu sehen.
Neben seiner ‚zweckvollen Arbeit‘ für GGK entstanden in der Baseler Zeit als ‚zweckfreie Arbeiten‘ konstruktiv serielle Malereien, ichbilder und ichzettel. Kunst war bei GGK und für die Agenturinhaber Gerstner, Gredinger und Kutter „nicht Ablenkungsmittel, wie bei Unternehmenssammlungen, sondern integraler Bestandteil des Selbstverständnisses.“ „In der Partnerschaft mit Gerstner und in der Zusammenarbeit mit den Graphikern kam Gredinger wieder mit Malern oder – besser gesagt – mit Bildermachern zusammen“ schrieb Markus Kutter in ‚Sachen und Privatsachen‘, in seinen ‚Notizen aus dem Standort Schweiz‘. Und mit den Graphikern waren u. a. Schmidt Rhen und Paul Talman gemeint. Mit Paul Talman verband Schmidt Rhen eine enge Freundschaft.
Ab 1994 lebte Helmut Schmidt Rhen mit seiner Frau Doris Hartmann in Hamburg. In seinem Atelier trieb er in konstruktiven Bildern und seriellen Experimenten sein ernsthaftes Spiel mit System & Zufall, mit Form & Farbe, mit Sprache & Reihung. Methodisch erforschte der Maler Schmidt Rhen in seinem ‚labor visuell‘ die Form- und Farbwelt. Auf seinen Forschungsreisen begleiteten ihn Monkjazz, systematische Ordnung und kontrollierter Zufall. Schmidt Rhens Bildern liegen strenge Spielregeln zugrunde, aber immer entscheidet das Auge, immer hat das Auge das letzte Wort. 
Helmut Schmidt Rhen starb am 3. Juli 2025 im Alter von  88 Jahren in Hamburg.

## Ausstellungen
- 1959: Situationen ’60, Galerie Kassel
- 1963: Schrift & Bild, Baden-Baden und Amsterdam
- 1966: Galerie Thelen, Essen und Moskau
- 1979: Ein Plakat ist eine Fläche, die ins Auge springt, Frankfurt am Main und Kassel
- 1998: Poesie der Systematik, Kunstverein Gütersloh
- 1999: buks Buchkonstruktionen, ZKM Karlsruhe, Berlin und Paris
- 1999: zwei hoch zwei, Galerie Vismara arte, Mailand
- 2000: Die Poesie des Konkreten, Kunstbibliothek Staatliche Museen zu Berlin, Berlin
- 2000: Grau ist nicht Grau, Galerie Gisèle Linder, Basel
- 2002: an/aus/sichten, Galerie Hoffmann, Friedberg
- 2003: hommage to the square, Galerie Hoffmann, Friedberg
- 2004: 20 Years, Galerie Gisèle Linder, Basel
- 2006: Primavera, Galerie Renate Kammer, Hamburg
- 2007: hand & fuß und andere geheimnisse …, Galerie Hoffmann, Friedberg
- 2008: Malerei, Galerie Konrad Mönter, Meerbusch
- 2018: Strassendrucke, 9k-Galerie, Willich[3]
- 2021: Malerei, 9k-Galerie, Willich
- 2023: Central European Concrete, Sammlung Böhm, Vasarely Museum Budapest[9]

## Sammlungen/Museen
- MoMA Museum of Modern Art, New York
- Landesbank Saarbrücken
- Verlag Vittorio Klostermann
- Staatliche Museen zu Berlin, Kunstbibliothek, Sammlung Grafikdesign
- Museum Folkwang, Deutsches Plakat Museum, Essen
- Museum Morsbroich, Leverkusen

## Veröffentlichungen
- Alltägliches Kleinerlei. Der Designer Helmut Schmidt Rhen über die Gestaltung von Papiergeld – Anlass: die neuen Banknoten der Deutschen Bundesbank. In: form, Zeitschrift für Gestaltung, Heft 126, 3/1989.
- Roland Henß u. a.: poesie der systematik – design: schmidt rhen. Hermann Schmidt, Mainz 1996, ISBN 3-87439-392-5.
- Jörg Stürzebecher: zwei hoch zwei. Galerie Vismara arte, Mailand 1999.
- helmut schmidt rhen: malerei. Texte und Bilder. Fachhochschule Düsseldorf, 2008, ISBN 978-3-923669-91-2.
- Victor Malsy: Helmut Schmidt Rhen. Strassendrucke. Willich 2018.